# Урбалаконе
Урбалаконе (фр. Urbalacone, корс. Urbalaconu) — коммуна во Франции, находится в регионе Корсика. Департамент коммуны — Южная Корсика. Входит в состав кантона Тараво-Орнано. Округ коммуны — Аяччо.
Код INSEE коммуны — 2A331.

## Население
Население коммуны на 2008 год составляло 66 человек.
| 1962 | 1968 | 1975 | 1982 | 1990 | 1999 | 2006 | 2008 |
| ---- | ---- | ---- | ---- | ---- | ---- | ---- | ---- |
| 60   | 104  | 86   | 71   | 63   | 68   | 65   | 66   |

## Экономика
В 2007 году среди 35 человек в трудоспособном возрасте (15—64 лет) 22 были экономически активными, 13 — неактивными (показатель активности — 62,9 %, в 1999 году было 46,2 %). Из 22 активных работало 16 человек (11 мужчин и 5 женщин), безработных было 6 (3 мужчины и 3 женщины). Среди 13 неактивных 3 человека были пенсионерами, 10 были неактивными по другим причинам.